# Semasia
Semasia (Fest des Zeichens) ist ein in der römischen Zeit eingeführtes Nilfest, das seit dem zweiten Jahrhundert belegt ist. Der Festname Semasia leitet sich vom altgriechischen σημεῖον semeion „Zeichen“ ab und bezieht sich auf das Erreichen einer bestimmten Pegelhöhe des Nilometers während der Nilschwemme. 
Das Fest wurde mit Erreichen des mythologischen semeions „22 Ellen“ zumeist Anfang oder Mitte des Monats August gefeiert, zwei bis drei Wochen vor Erreichen des eigentlichen Flutgipfels. Ein Übersteigen der 22-Ellenmarke bedeutete hinsichtlich des kurze Zeit später erreichten Nilflutgipfels zumeist eine gute Ernte, obwohl in seltenen Fällen eine zu hohe Flut auch Zerstörungen mit sich brachte. 
Das Motiv des Semasiafestes wurde auf Münzen geprägt, dargestellt durch eine Frau, die auf einem galoppierenden Pferd sitzt und in ihrer dortigen Funktion als Meldereiterin das Ankommen einer guten Nilfluthöhe verkündet. Der mythologische Ursprung des Samasiafestes fußt wahrscheinlich auf dem Sothis-Fest, das im Alten Ägypten ebenfalls eng mit der eintretenden Nilflut gekoppelt war. 